# Payne (Ohio)
Payne – wieś w Stanach Zjednoczonych, w stanie Ohio, w hrabstwie Paulding.